# Kamol Muradov
Kamol Muradov (29 de noviembre de 1974) es un deportista uzbeko que compitió en judo. Ganó una medalla de bronce en los Juegos Asiáticos de 1998, y una medalla de plata en el Campeonato Asiático de Judo de 2000.

## Palmarés internacional
| Juegos Asiáticos    | Juegos Asiáticos    | Juegos Asiáticos  | Juegos Asiáticos |
| Año                 | Lugar               | Medalla           | Categoría        |
| ------------------- | ------------------- | ----------------- | ---------------- |
| 1998                | Bangkok (Tailandia) | Medalla de bronce | –90 kg           |
| Campeonato Asiático |                     |                   |                  |
| Año                 | Lugar               | Medalla           | Categoría        |
| 2000                | Osaka (Japón)       | Medalla de plata  | –90 kg           |